# او مثل دیوانه‌ها زندگی می‌کند
"او مثل دیوانه‌ها زندگی می‌کند"، یک ترانه موفق رتبه یک (نامبر وان) از ریکی مارتین، خواننده مشهور پورتوریکویی، است که ۲۳ مارس ۱۹۹۹ از آلبوم به نام خودش، ریکی مارتین، منتشر شد. این ترانه توسط دزموند چایلد و دراکو روسا نوشته شده‌است.